# Taraxacum ancistratum
Taraxacum ancistratum — вид квіткових рослин з родини айстрових (Asteraceae). Вид зростає в Європі: Данія, Польща, Чехія; це багаторічна рослина помірних біомів.